# 寬口連尾鮡
寬口連尾鮡為輻鰭魚綱鯰形目連尾鮡科的其中一種，為熱帶淡水魚，分布於亞洲婆羅洲南部淡水流域，體長可達14.5公分，棲息在底層水域，生活習性不明。

## 扩展阅读
維基物種上的相關：寬口連尾鮡